# 夢リーチファイター素人伝説
『夢リーチファイター素人伝説』（ゆめリーチファイターしろうとでんせつ）は、片山まさゆきによる麻雀漫画。『ヤングマガジン増刊エグザクタ』（講談社）にて1995年第6号から1997年第4号にかけて連載された。

## 作品解説
実際に行われた麻雀の対局を描いた、一種のドキュメントである。
編集部に送られてきたハガキなどから選ばれた素人が挑戦者となり、彼らが用意された対局者、その名も「アイアン雀士」から任意で選んだ3人と半荘3局を戦う。アイアン雀士には成績や調子によって変動する賞金が設定されており、挑戦者は順位を上回ったアイアン雀士の分の賞金を得る。また、トップを獲ったアイアン雀士には賞金10万円が渡される。
特殊なルールとして、「特殊麻雀アイテム」が存在し、使用するタイミングや状況により結果に大きく左右する。対局後、挑戦者には順位などに応じた「〜素人」の称号を得る。ただし、トップを獲った者は例外なく「第n代 伝説の素人」、ラスを引いた場合は「第n代 ど素人」と呼ばれる。
最終回は、歴代伝説の素人4人・一般参加12人・ゲスト8人・アイアン雀士8人の計32人により、優勝賞金100万円を目指す大会「特別対局 アイアンカップ」が開かれた。
コミック1巻の巻末にはアイアン雀士の「オールキャラガイド&必殺技一覧」「目指せアイアン雀士!! 脱・素人チャート!!」「特殊麻雀アイテム図鑑」が掲載されている。

## アイアン雀士
小島武夫
STAGE.1 - 11の平均賞金＝44,091円
麻雀界の人間国宝。モットーの魅せる麻雀は相変わらずだが、勝率の方はいまひとつ。
安藤満
STAGE.1 - 11の平均賞金＝43,182円
亜空間殺法を駆使して相手を幻惑する。実力通りの勝負強さで素人たちの前に立ちはだかる。賞金額も高い。
バビイ
STAGE.1 - 11の平均賞金＝27,727円
形作りにこだわり、清一色・混一色などの染め手を得意とする。性格が災いしてポカが多いが、思わぬ紛れとなることも。
福ちゃん
STAGE.1 - 11の平均賞金＝36,818円
いつも片手で何かを抱えて口に入れている。大物手を連発し、その容姿とともに対局者を圧倒する。
片チン
STAGE.1 - 11の平均賞金＝27,727円
漫画家界最強の雀豪ながら、同時に気配りの人。雀風も美しさを求めて守備を基本にしながら、勝負どころでは思い切るバランス派。しかし、面子が面子だけに思うようにいかない。
自身が面子に加わらない場合は解説に回り、対局する場合は代わりにメンツハーモニー評論家・屯倉が解説に入る。
ツカピー（津嘉田三起子）
STAGE.1 - 11の平均賞金＝24,545円
女流プロ。可憐な外見とは裏腹に、強気な性格で負けず嫌い。雀風も性格どおり、攻めっ気100%の打撃派。
イガリン
STAGE.1 - 11の平均賞金＝14,515円
史上最弱の最強位。守備に麻雀の全てを見出す。メンタルは強いが叩き合いになりやすい今回は特性が活かせない様子。賞金額が安いためか、指名率は低い。
ハギー
STAGE.1 - 11の平均賞金＝27,222円
スターらしい引きの強さのみならず、地力に支えられた読みも確か。安藤を越えることが目標。基本のタンピン系を重視する。開始当初は「隠しキャラX」として正体は明かされておらず、STAGE.3で初披露された。

## 対局基本ルール
- 半荘東南戦、西入りなし。
- 25,000点持ち30,000点返し。順位ウマ20,000 - 10,000点。
- リーチ一発・裏ドラ・後付け食いタンありのアリアリ。
- 九種九牌倒牌・四風連打・四人同時リーチ流れは無効。チョンボの場合は満貫払いの上で流局。
- 親の和了りか流局時聴牌のみ連荘。オーラスで親の和了り止めなし。
- ダブル以上の同時ロンの場合は頭跳ね。
- 二翻縛りなし。
- ハコ割れ続行。
- ダブル以上の役満なし。
- 王牌14枚残し。

アイアン･カップの開催ルール
- 基本ルールは同じだが、特殊麻雀アイテムはない。
- 8卓に分かれて半荘3局による予選を行い、得点上位4名が勝ち抜け（アイアン雀士は得点最上位の1人のみ）。
- 得点をリセットして決勝の半荘3局を戦い、トップが優勝となる。

## 特殊麻雀アイテム
獲得・使用条件
1. 特定の条件を満たすロン和了り[注釈 6]をすることにより取得する。ただし、条件は成立するまで対局者には伝えられない。素人だけでなく、アイアン雀士にも権利がある。
2. オーラスでは使用不可。
3. 配牌をとる前に宣言すること。ただし、一度に使えるのは1局につき一つだけで、2人以上が同時にアイテムの使用を宣言した場合、優先権は上家にある。
4. 効力は宣言した1局のみ。

アイテム一覧
- 無敵マジロ

自分の切った牌に対して、他家はロン和了りできない。
- マイティーワニ

手牌の白牌を任意の好きな牌に変えられる。
- チェンジスネーク

配牌から何枚でも交換できる。ただし、交換した牌は河へ切ったものとして扱われるので、フリテンとなる危険性もある。
- サイレントモアイ

任意の1人を選んで鳴き（ポン・チー・カン）を禁止させる。
- オープンハニワ

任意の1人を選んで配牌から終局まで手牌を開けさせる。
- 拾いザル

一度だけ河にある好きな牌をツモれる。ただし、その牌でのツモ和了は禁止。

## 対局結果

### 第1巻
STAGE.1 挑戦者・石井ミキコ
賞金の設定＝小島武夫: 50,000円 安藤満 40,000円 バビイ 30,000円 福ちゃん 30,000円 片チン 30,000円 ツカピー 20,000円 イガリン 10,000円 隠しキャラX ??,???円
対局成績＝1位 石井 +34.7(+8.8/+41.8/-15.9) 2位 バビイ +26.5(+47.9/+7.8/-29.2)  3位 小島 -17.7(-15.0/-7.2/+4.5) 4位 片チン -33.5(-41.7/-32.4/+40.6)
称号＝初代 伝説の素人 賞金11万円獲得
STAGE.2 挑戦者・吉永豊文
賞金の設定＝小島武夫: 45,000円 安藤満 45,000円 バビイ 25,000円 福ちゃん 35,000円 片チン 25,000円 ツカピー 25,000円 イガリン 15,000円 隠しキャラX ??,???円
対局成績＝1位 福ちゃん +134.8(+71.8/+14.4/+48.6) 2位 吉永 +5.7(-16.8/+47.0/-24.5)  3位 ツカピー -2.9(+6.6/-23.9/+14.4) 4位 安藤 -137.6(-61.6/-37.5/-38.5)
称号＝エクセレント素人 賞金7万円獲得
STAGE.3 挑戦者・伊藤誠悟
賞金の設定＝小島武夫: 50,000円 安藤満 40,000円 バビイ 30,000円 福ちゃん 45,000円 片チン 25,000円 ツカピー 25,000円 イガリン 15,000円 隠しキャラX 30,000円
対局成績＝1位 伊藤 +51.2(+44.4/-10.8/+17.6) 2位 福ちゃん +20.0(-19.4/+61.0/-21.6)  3位 片チン -10.4(+13.5/+21.8/-45.7) 4位 萩原聖人 -60.8(-38.5/-72.0/+49.7)
称号＝第二代 伝説の素人 賞金10万円獲得
STAGE.4 挑戦者・黒田政孝
賞金の設定＝小島武夫: 50,000円 安藤満 40,000円 バビイ 30,000円 福ちゃん 40,000円 片チン 25,000円 ツカピー 25,000円 イガリン 15,000円 ハギー 25,000円
対局成績＝1位 安藤 +81.8(+21.7/+17.9/+42.2) 2位 イガリン +31.6(-30.0/+51.2/+10.4)  3位 小島 +14.5(+52.4/-20.6/-17.3) 4位 黒田 -127.9(-44.1/-48.5/-35.3)
称号＝初代 ど素人 賞金なし
STAGE.5 挑戦者・村松芳行
賞金の設定＝小島武夫: 50,000円 安藤満 40,000円 バビイ 30,000円 福ちゃん 40,000円 片チン 25,000円 ツカピー 25,000円 イガリン 15,000円 ハギー 25,000円
対局成績＝1位 村松 +74.5(+12.8/+16.2/+45.5) 2位 安藤 +13.8(-21.2/+56.1/-21.1)  3位 ハギー -34.3(+49.8/-49.1/-35.0) 4位 バビイ -54.0(-41.4/-23.2/+10.6)
称号＝第三代 伝説の素人 賞金10万円獲得
STAGE.6 挑戦者・土門 潤
賞金の設定＝小島武夫: 50,000円 安藤満 40,000円 バビイ 25,000円 福ちゃん 40,000円 片チン 25,000円 ツカピー 25,000円 イガリン 15,000円 ハギー 25,000円
対局成績＝1位 片チン +72.1(+47.7/+48.3/-23.9) 2位 ツカピー +45.4(+16.2/-21.8/+51.0)  3位 福ちゃん -39.1(-15.6/-40.9/+17.4) 4位 土門 -78.4(-48.3/+14.4/-44.5)
称号＝第二代 ど素人 賞金なし
STAGE.7 挑戦者・小鳩美愛
賞金の設定＝小島武夫: 50,000円 安藤満 40,000円 バビイ 25,000円 福ちゃん 35,000円 片チン 30,000円 ツカピー 25,000円 イガリン 15,000円 ハギー 25,000円
対局成績＝1位 安藤 +115.1(+60.6/+50.7/+3.8) 2位 イガリン +45.4(+8.0/-23.6/+61.0)  3位 小鳩 -27.0(-14.2/+6.8/-19.6) 4位片チン -133.5(-54.4/-33.9/-45.2)
称号＝セクシー素人 賞金3万円獲得（なお、負けた罰ゲームとしてエグザクタ誌面上でヌードを披露している。単行本にはモノクロとして掲載。）
STAGE.8 挑戦者・筒井貴之
賞金の設定＝小島武夫: 50,000円 安藤満 45,000円 バビイ 25,000円 福ちゃん 35,000円 片チン 30,000円 ツカピー 25,000円 イガリン 15,000円 ハギー 25,000円
対局成績＝1位 安藤 +115.5(+48.2/+21.8/+45.5) 2位 福ちゃん +3.0(-23.5/+60.1/-33.6)  3位 筒井 -45.3(+10.5/-60.7/+4.9) 4位 小島 -73.2(-35.2/-21.2/-16.8)
称号＝舌打ち名人 賞金5万円獲得
STAGE.9 挑戦者・倉田真由美
賞金の設定＝小島武夫: 50,000円 安藤満 50,000円 バビイ 25,000円 福ちゃん 35,000円 片チン 30,000円 ツカピー 25,000円 イガリン 15,000円 ハギー 25,000円
対局成績＝1位 ハギー +42.9(+7.9/-14.2/+49.2) 2位 バビイ +22.8(-34.6/+52.1/+5.3)  3位 倉田 -26.0(+39.5/-46.6/-18.9) 4位 安藤 -39.7(-12.8/+8.7/-35.6)
称号＝安全素人 賞金5万円獲得
STAGE.10 挑戦者・佐藤光信
賞金の設定＝小島武夫: 20,000円 安藤満 45,000円 バビイ 30,000円 福ちゃん 35,000円 片チン 30,000円 ツカピー 25,000円 イガリン 15,000円 ハギー 30,000円
対局成績＝1位 ハギー +63.1(+44.3/+9.5/+9.3) 2位 ツカピー +15.3(+13.6/-43.1/+44.8)  3位 佐藤 +5.0 (-15.9/+63.6/-42.7) 4位 片チン -83.4(-42.0/-30.0/-11.4)
称号＝ドラ出し素人 賞金3万円獲得
STAGE.11 挑戦者・キャイーン
賞金の設定＝小島武夫: 20,000円 安藤満 45,000円 バビイ 30,000円 福ちゃん 35,000円 片チン 30,000円 ツカピー 25,000円 イガリン 15,000円 ハギー 35,000円
対局成績＝1位 小島 +136.1(+70.0/+7.5/+58.6) 2位 福ちゃん +5.7(+13.0/-32.8/+25.5)  3位 ハギー -43.2(-53.4/+44.8/-34.6) 4位 キャイーン -98.6(-29.6-19.5/-49.5)
称号＝第三代 ど素人 賞金なし

### 第2巻
STAGE.12 挑戦者・平井 匠
賞金の設定＝小島武夫: 30,000円 安藤満 45,000円 バビイ 30,000円 福ちゃん 35,000円 片チン 30,000円 ツカピー 25,000円 イガリン 15,000円 ハギー 35,000円
対局成績＝1位 小島 +71.1(+16.5/+12.1/+42.5) 2位 バビイ +10.9(-18.9/+49.5/-19.7)  3位 イガリン +4.3(+46.9/-12.0/-30.6) 4位 平井 -86.3(-44.5/-49.6/+7.8)
称号＝第四代 ど素人 賞金なし
STAGE.13 挑戦者・中村大介
賞金の設定＝小島武夫: 40,000円 安藤満 45,000円 バビイ 30,000円 福ちゃん 35,000円 片チン 30,000円 ツカピー 25,000円 イガリン 15,000円 ハギー 35,000円
対局成績＝1位 片チン +92.2(-18.1/+56.8/+53.5) 2位 中村 -5.5(+15.6/+11.8/-32.9)  3位 小島 -7.6(+46.5/-55.2/+1.1) 4位 安藤 -79.1(-44.0/-13.4/-21.7)
称号＝子連れ素人 賞金8万5千円獲得
STAGE.14 挑戦者・花崎広毅
賞金の設定＝小島武夫: 40,000円 安藤満 40,000円 バビイ 30,000円 福ちゃん 35,000円 片チン 35,000円 ツカピー 25,000円 イガリン 15,000円 ハギー 35,000円
対局成績＝1位 ツカピー +138.0(+79.8/+59.4/-1.2) 2位 花崎 +10.4(-45.8/-20.8/+77.0)  3位 バビイ -25.7(-3.6/+1.9/-24.0) 4位 片チン -122.7(-30.4/-40.5/-51.8)
称号＝初牌しぼり素人 賞金6万5千円獲得
STAGE.15 挑戦者・笹木伸哉
賞金の設定＝小島武夫: 40,000円 安藤満 40,000円 バビイ 30,000円 福ちゃん 35,000円 片チン 35,000円 ツカピー 30,000円 イガリン 15,000円 ハギー 35,000円
対局成績＝1位 笹木 +87.1(+51.7/+52.3/-16.9) 2位 ツカピー +81.0(+14.1/+15.8/+51.1)  3位 ハギー -81.7(-19.9/-16.0/-45.8) 4位 福ちゃん -86.4(-45.9/-52.1/+11.6)
称号＝第四代 伝説の素人 賞金10万円獲得
STAGE.16 挑戦者・かたおかみさお
賞金の設定＝小島武夫: 40,000円 安藤満 40,000円 バビイ 30,000円 福ちゃん 30,000円 片チン 30,000円 ツカピー 20,000円 イガリン 15,000円 ハギー 30,000円
対局成績＝1位 片チン +15.0(+17.6/+1.0/-3.6) 2位 イガリン +9.8(+72.3/-27.5/-35.0)  3位 バビイ -8.3(-61.6/-39.8/+93.1) 4位 かたおか -16.5(-28.3/+66.3/-54.5)
称号＝第五代 ど素人 賞金なし
STAGE.17 挑戦者・東海林公紀
賞金の設定＝小島武夫: 40,000円 安藤満 40,000円 バビイ 25,000円 福ちゃん 30,000円 片チン 40,000円 ツカピー 20,000円 イガリン 15,000円 ハギー 30,000円
対局成績＝1位 安藤 +95.6(+57.6/-11.5/+49.5) 2位 片チン +44.0(+9.8/+55.1/-20.9)  3位 東海林 -9.6(-39.5/+12.5/+17.4) 4位 福ちゃん -130.0(-27.9/-56.1/-46.0)
称号＝無差別級素人 賞金3万円獲得
STAGE.18 挑戦者・川田琢磨
賞金の設定＝小島武夫: 40,000円 安藤満 45,000円 バビイ 25,000円 福ちゃん 30,000円 片チン 40,000円 ツカピー 20,000円 イガリン 15,000円 ハギー 30,000円
対局成績＝1位 安藤 +49.5(-17.3/+12.4/+54.4) 2位 ツカピー +33.7(+8.9/+50.7/-25.9)  3位 川田 -38.7(-34.2/-17.2/+12.7) 4位 小島 -44.5(+42.6/-45.9/-41.2)
称号＝沈黙の素人 賞金4万円獲得
STAGE.19 挑戦者・高橋利幸
賞金の設定＝小島武夫: 30,000円 安藤満 50,000円 バビイ 25,000円 福ちゃん 30,000円 片チン 40,000円 ツカピー 20,000円 イガリン 15,000円 ハギー 30,000円
対局成績＝1位 安藤 +75.8(+20.1/+9.8/+45.9) 2位 バビイ +43.5(-29.3/+64.5/+8.3)  3位 ハギー -23.7(+62.0/-48.0/-37.7) 4位 高橋 -95.6(-52.8/-26.3/-16.5)
称号＝第六代 ど素人 賞金なし
STAGE.20 挑戦者・水越浩平
賞金の設定＝小島武夫: 30,000円 安藤満 50,000円 バビイ 30,000円 福ちゃん 30,000円 片チン 35,000円 ツカピー 20,000円 イガリン 15,000円 ハギー 30,000円
対局成績＝1位 安藤 +75.2(+47.3/+18.0/+9.9) 2位 水越 -1.8(-32.0/+74.5/-44.3)  3位 小島 -2.5(+5.4/-53.7/+45.8) 4位 福ちゃん -70.9(-20.7/-38.8/-11.4)
称号＝もみもみ素人 賞金6万円獲得
STAGE.21 挑戦者・酒井亮介
賞金の設定＝小島武夫: 30,000円 安藤満 50,000円 バビイ 30,000円 福ちゃん 30,000円 片チン 30,000円 ツカピー 20,000円 イガリン 15,000円 ハギー 30,000円
対局成績＝1位 ハギー +95.8(+11.0/+62.6/22.2) 2位 安藤 +19.5(-45.8/+4.4/+60.9)  3位 酒井 +3.0(+48.2/-20.2/-25.0) 4位 片チン -118.3(-13.4/-46.8/-58.1)
称号＝ミーハー素人 賞金3万5千円獲得
特別対局 アイアン・カップ
予選勝ち抜け＝予選1位 イガリン(+154.0・アイアン雀士) 7位 メンツハーモニー三宅(+96.0・ゲスト) 8位 村松芳行(+89.9・第三代 伝説の素人) 9位 近野理智男(+81.7・一般参加)
決勝結果＝優勝 近野理智男(+87.1) 2着 イガリン(+3.3) 3着 メンツハーモニー三宅(-35.6) 4着 村松芳行(-54.8)